# Свети Атанасий (Градешница)
Вижте пояснителната страница за други значения на Свети Атанасий.
„Свети Атанасий Велики“ или „Свети Атанас“ (на македонска литературна норма: „Свети Атанас“, „Свети Атанасиј“) е възрожденска манастирска църква, край мариовското село Градешница, част от Преспанско-Пелагонийската епархия на Македонската православна църква – Охридска архиепископия. Малката църква е изградена в 80-те години на XIX век. В 2011 - 2012 година църквата е препокрита от община Новаци.